# Качановский, Владимир Васильевич
 Владимир Васильевич Качановский  (1853—1901) — российский славист, профессор Историко-филологического института кн. Безбородко.

## Биография
Родился 1 (13) марта 1853 года в семье православного священника в селе Великий Лес Брестского уезда Гродненской губернии.
Учился на славяно-русское отделение историко-филологического факультета Варшавского университета. На 3-м курсе получил за своё сочинение золотую медаль. Полный курс со степенью кандидата окончил в 1878 году и был оставлен стипендиатом для приготовления к профессорскому званию по кафедре славянской филологии. Для изучения санскритского языка был командирован в Санкт-Петербургский университет, где занимался под руководством профессора К. А. Коссовича; посещал также лекции В. И. Ламанского и О. Ф. Миллера.
После возвращения из командировки с 1 января 1878 года работал помощником библиотекаря Варшавского университета с сохранением звания кандидата для приготовления к профессорскому званию. С 1 января 1879 года некоторое время занимался в московских и подмосковных книгохранилищах и согласно прошению был уволен 1 марта 1879 года. В июле того же года Министерством народного просвещения был командирован за границу; сначала на один год, а затем на два. Целью командировки было изучение славянского мира во всех его отношениях, главное внимание уделялось изучению южных славянах, но Качановский посетил также Грецию, Италию и Южную Францию.
При занятиях в Дубровницких книгохранилищах обратил своё внимание на произведения дубровницкого драматического писателя Антона-Марина Глегевича; исследование об этом писателе и составило магистерскую диссертацию «Неизданный дубровницкий поэт А. М. Глегевич» (СПб., 1882), в которой им было отмечено значение Глегевича в развитии драмы у славян. К диссертации были приложены образцы дубровницкого языка, а также письма и новые документы по культуре Дубровника.
Экзамен на магистра славянской филологии сдавал на историко-филологическом факультете Санкт-Петербургского университета. Звания магистра славянской филологии Варшавского университета получил 25 января 1883 года, а 9 февраля того же года вновь направлен за границу, для сбора материала по болгарскому словарю. С 16 октября 1883 года преподавал в Варшавском университете.
С 8 февраля 1886 года утверждён штатным приват-доцентом в Императорский Казанский университет — по кафедре славянской филологии. С 1 сентября 1888 года — экстраординарный профессор в Нежинском историко-филологическом институте князя Безбородко; 22 марта 1896 года утверждён ординарным профессором института.
В 1888—1896 годах издавал журнал «Вестник славянства».